# Platysaurus lebomboensis
Platysaurus lebomboensis är en ödleart som beskrevs av  Jacobsen 1994. Platysaurus lebomboensis ingår i släktet Platysaurus och familjen gördelsvansar. Inga underarter finns listade i Catalogue of Life.